# Estación Angostura
Angostura fue una estación ferroviaria chilena ubicada en la comuna de Mostazal, que fue construida en el km. 54,3 del FC de Santiago a Curicó, y que posteriormente formó parte de la Red Sur de la Empresa de los Ferrocarriles del Estado (EFE). En su momento fue una estación, sin embargo ya para finales de la década de 1950 la estación fue rebajada a paradero. Actualmente no quedan restos de la estación.